# Blauwe kiekendief
De blauwe kiekendief (Circus cyaneus) is een roofvogel uit de familie der havikachtigen (Accipitridae).

## Kenmerken
Het vrouwtje is groter dan het mannetje en bruin met een witte stuit. Mannetjes zijn effen blauwgrijs. De poten en ogen zijn geel. Een volwassen vogel is 45 tot 55 cm groot, 350 tot 525 gram zwaar en heeft een spanwijdte van 97-118 cm.

## Leefwijze
Deze trekvogel vliegt tijdens zijn zoektocht naar prooi laag boven de grond. Met zijn scherpe ogen en goed gehoor lokaliseert hij kleine zoogdieren en vogels in de vegetatie.

## Voortplanting
Het nest bevindt zich op de grond, vaak in hoge vegetatie en is samengesteld uit takjes en plantenstengels. Deze vegetatie moet bescherming bieden tegen de vos. Een legsel bestaat meestal uit vier tot vijf witte eieren.

## Voedsel
De hoofdprooi is het konijn, maar zangvogels en muizen zijn ook belangrijke voedselbronnen.

## Verspreiding
Ze leven vooral in open, vochtige gebieden zoals moerassen en oevergebieden in Noord- en Midden-Amerika, Europa en Azië. In de winter komen Scandinavische blauwe kiekendieven Nederland binnen om te overwinteren. Zij jagen hier dan op veldmuizen.

## Beschermingsstatus
Het aantal broedparen in Nederland daalt sterk sinds 1993 en de blauwe kiekendief is intussen een zeer schaarse broedvogel. De vogelsoort, hoewel internationaal geen bedreigde soort, staat daarom als gevoelig op de Nederlandse rode lijst.
De soort heeft een aantal broedplaatsen op de Waddeneilanden, in de Dintelse Gorzen, de Oostvaardersplassen, de Meinweg en zeer verspreid in het noorden van Nederland. In 2000 bedroeg het aantal broedparen hoogstens 100 paar, in de periode 2005-2008 was dit afgenomen tot 34-51 paar en in 2020 is het aantal broedparen verder afgenomen tot 12 paar, in 2024 waren er nog maar 3 broedparen over.

## Video's
- Een vliegend mannetje op Texel
- Een vliegend mannetje op Texel
- Een vliegend vrouwtje op Texel
- Een blauwe kiekendief voert zijn jong
- Rustende blauwe kiekendief
- Parende blauwe kiekendieven
- Een jagend mannetje
- Een mannetje rust in de heide
- Foeragerend vrouwtje